# باشگاه فوتبال شاندونگ تایشان
باشگاه فوتبال شاندونگ تایشان (به چینی: 山东鲁能泰山足球俱乐部) یک باشگاه فوتبال در شهر جینان در کشور چین می‌باشد که در سوپر لیگ فوتبال چین بازی می‌کند.
این باشگاه در سال ۱۹۸۸ تأسیس شده‌است شاندونگ با ۵ قهرمانی در سوپرلیگ فوتبال چین و ۱ قهرمانی درلیگ ملی چین با قهرمانی سومین تیم پرافتخارچین است. همچنین این تیم با ۷ قهرمانی در جام حذفی فوتبال چین رکوردار است و سابقه ۱ قهرمانی در سوپرجام چین را هم دارد

## بازیکنان برجسته
- رایان مک‌گوان
- رضا عنتر
- پاپیس سیسه
- ژیل
- ژوسیلی
- واگنر لاو
- مارسیو سانتوس
- دیگو تاردلی
- خوزه اورتیگوزا
- گراتسیانو پله
- الکساندر ژیوکوویچ
- مارینکو گالیچ
- مروان فلینی